# 2つのレント
二つのレント（ふた- Lento in Due Movimenti）は、武満徹が1950年に作曲したピアノ独奏曲。後に改作の上《リタニ》と改題した。

## 概要
以下の2つの楽章からなる。
1. アダージョ Adagio
2. レント・ミステリオサメンテ Lento misteriosamente

武満が最初に公衆の面前で発表した曲でいわばデビュー作とされる。この演奏会には湯浅譲二と秋山邦晴が臨席し、この2名は感動して終演後真っ先に無面識であった武満のそばに訪れ絶賛、激励した。翌1951年に芸術家グループ『実験工房』の結成メンバーとなった彼ら3人の生涯にわたる交流がこの時始まったのである。また武満にとってはこの湯浅・秋山らとの出会い以前から一柳慧との面識があり、オリヴィエ・メシアンの《前奏曲集》の楽譜には相当初期の段階で触れていたことが一柳の証言にある。そして武満は一柳から前奏曲集の楽譜を借り、その楽譜は戻ってこなかったらしい。このことから察するに、この《二つのレント》の特に第2曲において、既にメシアンの影響を聴き取ることはさほど難しくはない。
メシアンの音楽を知る以前の武満は、彼と同じく清瀬に師事していた鈴木博義とともに、日本の音楽の特徴でもあるペンタトニックの研究を行っており、これまでの日本風のペンタトニックとは異なる新しい音楽を作ろうと考えていた。書いては書き直すことを繰り返し、1曲目ができるのに半年以上かかったという。その後メシアンを知り、衝撃を受けて書かれたのが2曲目である。福島和夫も指摘するように、《二つのレント》は「彼のそれまでの習作時代のいろんな試みの総決算」であり、かつ「彼の音楽の新しい出発点」であった。
しかし一方で批評家の山根銀二は後日新聞批評で「音楽以前である」と一言でばっさりと切り捨てた。それを読んだ武満はショックのあまり映画館の暗闇で泣いたという。ドイツ音楽の影響を受け、動機や主題の有機的な展開こそが音楽であるという観念に基づく山根にとって、武満のこの作品の静的な美学は、山根の音楽観とはあまりに掛け離れていたのである。
戦後武満の家にはピアノがなく、武満はピアノの音が聞こえてくる家を見つけては弾かせて貰うよう頼んであがりこんだ。不思議なことに断られたことは一度もなかったという。当時既に名の売れていた作曲家の黛敏郎は、そのような武満の噂を芥川也寸志を通して聞きつけ、自分の家にあまっていたスピネットピアノ（小型のアップライトピアノ）を全く面識のなかった武満に前触れなく無償で貸し与えたが、業者がピアノ椅子を忘れていたらしく、武満は箱の上に座ってピアノを弾いていた。後日武満はお礼に仏教経典の掛け軸を持って黛を訪れ、その時黛に見せた楽譜がこの《二つのレント》であった。黛は「楽章が2つの曲なら2つともレントではなく、普通はレントとアレグロを並べるものだが」とアドヴァイスしたが、武満は緊張のあまりただ「はい」か「いいえ」かしか答えない無口で無愛想な印象だったという。
初演者の藤田晴子はこの曲を気に入って何度か再演したそうだが、その後楽譜は行方不明となり、長い間忘れられていた。
ところが、この《二つのレント》の楽譜は思わぬところから発見される。実験工房時代の盟友であった福島和夫の家の、アップライトピアノの裏の楽器と壁の間に落っこちていたまま数十年眠っていた楽譜がある日出てきたものを、福島が保存していたのだという。しかし、これは筆写譜であったらしい。

## 初演
1950年12月7日、新作曲派協会第7回新作発表会において、藤田晴子により世界初演。

## 録音と楽譜
筆写譜を基に藤井一興が1982年に録音した。武満は当初過去の曲を引っ張り出すことに乗り気ではなかったようだが、録音の出来を聴いて「このレコードに限って収録を許可します」と認めた。
現在は藤井の録音の他、高橋アキによる録音CD、高橋アキによる演奏が収録された武満徹全集第2巻も発売されている。Youtubeの検索結果という限定された枠においても、福島和夫が渡した楽譜で演奏しているピアニストが若干いるようである。
また、1957年に園田高弘が第2曲のみ録音しており、2005年に小学館から発売された『木之下晃 武満徹を撮る 武満徹 青春を語る』(ISBN 4-09-386135-8) の付属CDに収録された。これは現時点では初演当時の楽譜に基づく唯一の演奏である。
武満は1989年にこの曲を基に再構成し《リタニ》という題名をつけて新曲とした。題名の由来は、レント→連祷、つまりリタニ (Litany) という連想ゲーム的な方法による。こちらは多くのピアニストが録音している。
なお、オリジナルの自筆譜については現存しているとされているが、武満自身は無かったことにしたいようだったといい、現在のところ公開のめどは立っていない。日本ショットのカタログにも「二つのレント」の販売譜は2020年時点でまだ掲載されていない。

### 注
1. ↑  武満はこの曲以前にもいくつかの曲 (『筧』『箏歌』他) を書いている[1]。多くは未完成だが、そのうち『ロマンス』（1949年）という作品は死後発見され、その後楽譜が日本ショット社より出版された[2]。
2. ↑  初演者の藤田晴子も、武満から初演依頼を受けた際に「メシアン」の名前を聞かされたという[4]。
3. ↑  黛敏郎は女優の桂木洋子と1953年に結婚し、互いの実家から持ってきたピアノが2台あったという。
4. ↑  黛敏郎はこの時に武満徹が持ってきた仏教経典の掛け軸がきっかけで仏教に興味を示し、『涅槃交響曲』（1958年）の作曲に繋がったという。
5. ↑  新作曲派協会には、武満の実質的な師であった清瀬保二をはじめ松平頼則や伊福部昭などが在籍していた。